# KNSB Cup (shorttrack)
De KNSB-Cup is een cyclus van shorttrackwedstrijden op diverse ijsbanen in Nederland, georganiseerd door de KNSB.
Tot het seizoen 2006-2007 stonden de wedstrijden bekend onder de naam Nationale Competitie. De KNSB besloot om in het seizoen 2007-2008 te beginnen met de nieuwe opzet, waardoor de wedstrijd competitiever en aantrekkelijker moet worden.
Rijders worden niet ingedeeld op basis van leeftijd of geslacht, maar op basis van gereden tijden. Hierdoor ontstaan er groepen (divisies) van 16 rijders van ongeveer gelijke sterkte. Op basis van de einduitslag van een wedstrijd worden punten behaald, waarbij de rijders in de hoogste (sterkste) groep het meeste punten behalen. Na de laatste wedstrijd wordt er een eindklassement opgemaakt op basis van het totaal behaalde puntenaantal.
De aflossingsteams uit de hoogste divisies (A t/m C) worden samengesteld op basis van het klassement. Hierdoor worden teams samengesteld die qua snelheid gelijkwaardig aan elkaar zijn, om zo meer strijd in de wedstrijd te brengen. De teams in de divisies D, E en F mogen zelf teams vormen.